# Вук Исаковић
Вук Исаковић (Црна Бара, 1696 — Митровица, 1759) био је српски официр - аустријски пуковник, чија је фамилија пореклом из села Средска. Вук је био инспирација за главни лик у роману Сеобе Милоша Црњанског.

## Биографија
Вук је рођен у месту Црна Бара у Србији, када је она била под аустријском управом. Службовао је као граничарски капетан у родној Црној Бари. Године 1738, са чином оберкапетана је учествовао у рату на страни Аустријанаца са Турцима. Заједно са својим братом Трифуном, командовао је катанима и хајдуцима који су похарали Лешницу. Након ратног пораза Аустрије, прелази Саву и улази у редове аустријске војске, у Варадински гранични пук. Послије тог рата он је мајор у Срему, потпуковник и (јубиларни) пуковник петроварадинског пука. Године 1742. био је ктитор за четвороспратни звоник квадратног пресека манастира Шишатовац. Такође је о његовом трошку у Бечу изграђен и дарован манастиру бакрорез са ликом Стевана Штиљановића.
Умро је у Сремској Митровици 1759. године и сахрањен у манастиру Шишатовац, у самој цркви, која је у то време била нека врста маузолеја угледних Срба.

## У романуСеобе
У роману Сеобе, Вук Исаковић је приказан као природно ратничка душа, који, умјесто да осјећа властита задовољства и личне проблеме, он осјећа бесмислене проблеме рата, осјећа проблеме свог пука и народа. Док Дафина и Аранђел доживљавају личне проблеме и трагике, дотле Вук властиту ситуацију све више види са положајем и проблематиком пука Срба, српског граничарског живља, који отварају нека битна питања људске егзистенције.
У ТВ серији Сеобе из 1989. године, Вука Исаковића игра грузијски глумац Автандил Махарадзе.